# 多姆山省
多姆山省（法語：Puy-de-Dôme，法語：[pɥi də dom] ⓘ）是法國奥弗涅-罗讷-阿尔卑斯大区所轄的省份，得名于多姆山。該省編號為63。